# Jesús Aguilar (peleador)
Jesús Santos Aguilar Rodríguez (Ensenada, Baja California; 13 de marzo de 1996) es un artista marcial mixto mexicano que compite en la división peso mosca de Ultimate Fighting Championship (UFC).

## Carrera de artes marciales mixtas

### Carrera temprana
Aguilar debutó en el MMA profesional en 2016, y obtuvo un récord de 3-1 antes de competir para la Ultimate Warrior Challenge México (UWC), una de las principales organizaciones en México.
El 29 de febrero de 2020, Aguilar se enfrentó al francés Antoine Hidrio por el Campeonato de Peso Mosca de UWC en UWC México 21. Ganó la pelea por sumisión, y por ende, se llevó el título. El 4 de septiembre, Aguilar se enfrentó a Edgar Chairez el en UWC México 23, ganando la pelea por sumisión.
Posteriormente, compitió en la promoción Combate Global, donde sumó otras dos victorias en sus únicas peleas allí. La primera ante Jaime Alvarez el 7 de mayo de 2021 por sumisión tras una guillotina y la segunda ante Cristian Barraza el 23 de julio de ese mismo año por decisión unánime.

### Dana White's Contender Series
El 23 de agosto de 2022, Aguilar fue un participante del programa Dana White's Contender Series en su sexta temporada. Se enfrentó al brasileño Erisson Ferreira, al que venció por sumisión con un estrangulamiento de guillotina en el tercer asalto. Como resultado, se ganó un contrato con UFC.

### Ultimate Fighting Championship
Aguilar se enfrentó a Tatsuro Taira el 4 de febrero de 2023 en UFC Fight Night 218. Perdió la pelea por sumisión en el primer asalto.
Aguilar se enfrentó a Shannon Ross el 8 de julio de 2023 en UFC 290. Ganó la pelea tras noquear a Ross en sólo 17 segundos.
Aguilar se enfrentó a Mateus Mendonça el 24 de febrero de 2024 en UFC Fight Night 237. Ganó la pelea por decisión dividida.
Aguilar se enfrentó a Stewart Nicoll el 18 de agosto de 2024 en UFC 305. Durante el pesaje, dio 127.5 lbs, una libra y media más que el límite de peso mosca para peleas sin título, por lo que el combate se dio mediante peso acordado y Aguilar fuese multado con el 20% por ciento de su bolsa, que serían para Nicoll. Pese a ello, Aguilar logró llevarse la victoria sumisión en el primer asalto sometiendo a su rival con una guillotina.
Aguilar se enfrentó a Rafael Estevam el 15 de febrero de 2025 en UFC Fight Night 251. Perdió la pelea por decisión unánime.

## Campeonatos y logros
- Ultimate Warrior Challenge
  - Campeonato de Peso Mosca de UWC (una vez)

## Récord en artes marciales mixtas
| Récord profesional | Récord profesional | Récord profesional |
| 14 peleas          | 11 victorias       | 3 derrotas         |
| ------------------ | ------------------ | ------------------ |
| Nocaut             | 1                  | 0                  |
| Sumisión           | 7                  | 2                  |
| Decisión           | 3                  | 1                  |

| Resultado | Récord | Oponente                  | Método                      | Evento                                   | Fecha                   | Ronda | Tiempo | Localización      | Notas                                        |
| --------- | ------ | ------------------------- | --------------------------- | ---------------------------------------- | ----------------------- | ----- | ------ | ----------------- | -------------------------------------------- |
| Derrota   | 11–3   | Rafael Estevam            | Decisión (unánime)          | UFC Fight Night: Cannonier vs. Rodrigues | 15 de febrero de 2025   | 3     | 5:00   | Las Vegas, Nevada |                                              |
| Victoria  | 11–2   | Stewart Nicoll            | Sumisión (guillotine choke) | UFC 305                                  | 17 de agosto de 2024    | 1     | 2:39   | Perth             |                                              |
| Victoria  | 10–2   | Mateus Mendonça           | Decisión (dividida)         | UFC Fight Night: Moreno vs. Royval 2     | 24 de febrero de 2024   | 3     | 5:00   | Ciudad de México  |                                              |
| Victoria  | 9–2    | Shannon Ross              | KO (golpe)                  | UFC 290                                  | 8 de julio de 2023      | 1     | 0:17   | Las Vegas, Nevada |                                              |
| Derrota   | 8–2    | Tatsuro Taira             | Sumisión (triangle armbar)  | UFC Fight Night: Lewis vs. Spivak        | 4 de febrero de 2023    | 1     | 4:20   | Las Vegas, Nevada |                                              |
| Victoria  | 8–1    | Erisson Ferreira da Silva | Sumisión (guillotine choke) | Dana White's Contender Series 51         | 23 de agosto de 2022    | 3     | 1:56   | Las Vegas, Nevada |                                              |
| Victoria  | 7–1    | Cristian Barraza          | Decisión (unánime)          | Combate Global: Aguilar vs. Barraza      | 23 de julio de 2021     | 3     | 5:00   | Miami, Florida    |                                              |
| Victoria  | 6–1    | Jaime Alvárez             | Sumisión (guillotine choke) | Combate Global: Superfly                 | 7 de mayo de 2021       | 2     | 4:56   | Miami, Florida    |                                              |
| Victoria  | 5–1    | Edgar Chairez             | Sumisión (guillotine choke) | UWC México 23                            | 4 de septiembre de 2020 | 5     | 4:41   | Tijuana           | Defendió el Campeonato de Peso Mosca de UWC. |
| Victoria  | 4–1    | Antoine Hidrio            | Sumisión (guillotine choke) | UWC México 21                            | 29 de febrero de 2020   | 1     | 2:07   | Tijuana           | Ganó el Campeonato de Peso Mosca de UWC.     |
| Victoria  | 3–1    | Daniel González           | Decisión (dividida)         | Dragon House 28                          | 24 de marzo de 2018     | 3     | 5:00   | San Francisco     |                                              |
| Victoria  | 2–1    | Anthony Castrejon         | Sumisión (rear-naked choke) | TFC 30                                   | 2 de febrero de 2017    | 1     | 3:16   | Lemoore           | Peso pactado en (130 lb).                    |
| Victoria  | 1–1    | Oscar Quintero            | Sumisión (guillotine choke) | EXF 4                                    | 4 de diciembre de 2015  | 3     | 0:14   | Ensenada          |                                              |
| Derrota   | 0–1    | Gabriel Valdéz Mendoza    | Sumisión (rear-naked choke) | EXF 3                                    | 7 de agosto de 2015     | 1     | 3:57   | Ensenada          | Debut en peso mosca.                         |